# Fedepesan
Die Federación de Pescadores Artesanales Ambientalistas y Turísticos del Departamento de Santander (Fedepesan) (Verband für traditionelle Fischerei, Umweltschutz und Tourismus im Departamento Santander) ist ein Dachverband von Fischereigenossenschaften im Verwaltungsbezirk Santander in Kolumbien, der sich gegen Umweltverschmutzung sowie für traditionelle Fischerei und Tourismus einsetzt. 2024 erhielt er den Amnesty International Menschenrechtspreis.

## Geschichte und Tätigkeit
Der Verband wurde 2019 von sieben Genossenschaften der lokalen Klein-Fischer im Verwaltungsbezirk Santander gegründet. Anlass der Gründung waren ein Rückgang der Fischbestände und zunehmende Wasserbelastung, insbesondere durch Ölrückstände und Chemikalien, im Fluss Río Magdalena und seinem Einzugsgebiet. Durch die Bündelung der Einzelgenossenschaften sollte eine größere Sichtbarkeit bei Behörden und in der Öffentlichkeit erreicht werden. Der Verband entwickelte sich zu einer zentralen Interessensvertretung der mehr als 2000 Fischerinnen und Fischer der Region um Barrancabermeja und zu einer wichtigen Umweltorganisation in Kolumbien. Rund ein Drittel der Mitglieder sind Frauen. Das Logo von Fedepesan zeigt eine Person, die von einem Boot aus im hohen Bogen ein traditionelles Wurfnetz (spanisch: atarraya) wirft.
Zum Einzugsgebiet des Río Magdalena gehören die Feuchtgebiete Ciénaga San Silvestre und Ciénaga El Llanito. Sie sind Laich- und Brutgebiet für Wels, Seekuh, Kaiman und weitere, teils endemische Arten. Der Verband kontrolliert die Wasserqualität, dokumentiert Umweltverschmutzungen, führt Reinigungsaktionen durch und organisiert Demonstrationen und Lobbyarbeit bei den zuständigen Behörden. Er setzt sich für die traditionelle Fischerei und Lebensweise der lokalen Bevölkerung ein. Gemeinsam mit der Menschenrechtsorganisation Corporación Regional para la Defensa de los Derechos Humanos (Credhos) wendet er sich auch juristisch gegen den halbstaatlichen Ölkonzern Ecopetrol, der in Barrancabermeja die größte Raffinerie Kolumbiens betreibt und den sie für Umweltverschmutzungen verantwortlich machen. Der Verband wird regelmäßig in kolumbianischen Medien zitiert, er kommuniziert mit lokalen und nationalen Umweltbehörden und hat auch schon im Parlament in Bogotá gesprochen. Unter anderem initiierte er 2021 eine Petition zur Wiederherstellung der Wasserqualität und nimmt an runden Tischen mit der Verwaltung zur Umweltpolitik teil.
Der Verband arbeitet mit der Menschenrechtsorganisation Corporación Regional para la Defensa de los Derechos Humanos (Credhos) und den Peace Brigades International (PBI) zusammen.

## Bedrohungen
Mehrfach waren der Verband und seine Repräsentanten Ziel von Drohungen und Gewalttaten, die von Diebstahl und Sachbeschädigung bis zu Mordversuch und Mord reichen.
Die Mitgründerin und Präsidentin des Verbandes, Yuly Velásquez, ist seit 2019 Ziel von Drohungen und drei Mordversuchen, bei denen 2022 einer ihrer Personenschützer verletzt wurde. Amnesty International nahm dies zum Anlass einer Urgent Action, die Aufklärung und besseren Schutz forderte. Der Vizepräsident Luis González López wurde 2021 per Flugblatt von einer Guerillagruppe mit einer Frist von 72 Stunden aufgefordert, die Region zu verlassen. Ludmila Gutiérrez, Fischerin und Führungspersönlichkeit bei Fedepesán wurde 2022 in ihrem Haus von Bewaffneten bedroht und festgehalten. Solche Übergriffe hatte Amnesty International 2023 in dem Bericht Hope at risk dokumentiert. 2024 folgte eine weitere Urgent Action, welche Untersuchungen zu den Übergriffen auf Fedepesan und auch Credhos forderte. Kolumbien gilt dabei als gefährlichstes Land der Welt für Umweltaktivisten.

## Auszeichnungen
Der Verband und seine Präsidentin Yuly Velásquez erhielten 2024 den Amnesty International Menschenrechtspreis, der von der deutschen Sektion von Amnesty International vergeben wird. Die Preisverleihung fand im Beisein der Generalsekretärin von Amnesty International, Agnès Callamard, und der Sonderberichterstatterin der Vereinten Nationen für Versammlungsfreiheit, Gina Romero, sowie Iván Madero, Präsident von Credhos, am 4. Juni 2024 in Berlin statt. Der Preis wurde von Yuly Velásquez persönlich entgegengenommen. Sie stellte die Arbeit des Vereins außerdem in mehreren Veranstaltungen in Deutschland vor.